# Glenn Myernick
Glenn Myernick (* 29. Dezember 1954 in Trenton, New Jersey; † 9. Oktober 2006 in Thornton, Colorado) war ein US-amerikanischer Fußballspieler und Fußballtrainer. Er gewann 1976 die Hermann Trophy, für seine Fairness gegenüber seinen Gegnern. In seiner Zeit als aktiver Fußballspieler spielt er insgesamt acht Jahre in der North American Soccer League und ein Jahr in der Major Indoor Soccer League. Für die Nationalmannschaft der USA lief er 10-mal auf. Nach seinem Karriereende als Spieler, arbeitete er über 20 Jahre als Trainer.

## Spielerkarriere

### Jugend und College
Myernick spielte Fußball an der Lawrence High School in New Jersey. 1974 wechselte er ans Hartwick College in Oneonta, New York. Vorher besuchte er noch ein lokales College. Während dieser Zeit gewann er die Hermann Trophy, die alljährlich an die besten College-Sportler des Landes vergeben wird.

### NASL
1976 holte der damalige Trainer der Dallas Tornados, Al Miller, Myernick. Bei den Tornados schaffte er es auf Anhieb in die Stammelf. 1980 wurde Glenn Myernick an die Portland Timbers angegeben. In seiner ersten Saison dort wurde er gleich Kapitän der Mannschaft. Nachdem die Timbers 1982 den Spielbetrieb einstellten, wechselte Myernick zu den Tampa Bay Rowdies. 1984 wurde die NASL eingestellt und die Rowdies spielten als unabhängige Mannschaft weiter. 1985 gab er sein Karriereende bekannt.

### MISL
Nachdem Myernick die Dallas Tornados verlassen hatte, spielte er kurze Zeit für die Wichita Wings in Major Indoor Soccer League.

### Nationalmannschaft
Insgesamt absolvierte er zehn Länderspiele und war 1978 sogar Kapitän der Mannschaft.

## Trainerkarriere
Von 1986 bis 1989 war Myernick Assistenztrainer an dem Hartwick College. 1989 wurde er Assistenztrainer der U-20 Nationalmannschaft. Danach leitete er die U-17 Nationalmannschaft. 
1996 wurde er Assistenztrainer der olympischen US-Fußballmannschaft und wurde bereits bei der Fußball-Weltmeisterschaft 2002 zum Co-Trainer der US-Nationalmannschaft ernannt. Nach der Weltmeisterschaft trainierte er die U-23, um bei der Fußball-Weltmeisterschaft 2006 erneut als Co-Trainer fungieren zu dürfen. Von 1997 bis 2000 war er außerdem Trainer der Colorado Rapids in der Major League Soccer.
Am 9. Oktober 2006 erlag Glenn Myernick den Folgen eines Herzinfarktes, den er vier Tage zuvor erlitt.